# Šumetlica
Šumetlica (1910 és 1981 között Šumetlica Cernička) falu Horvátországban, Bród-Szávamente megyében. Közigazgatásilag Csernekhez tartozik.

## Fekvése
Bródtól légvonalban 51, közúton 64 km-re északnyugatra, Pozsegától   légvonalban 22, közúton 29 km-re nyugatra, községközpontjától 4 km-re északra, a Psunj-hegység völgyében, a Šumetlica-patak partján fekszik.

## Története
1399-ben „Sumeticha”, 1454-ben „Somothycha” néven említik és talán azonos az 1464-ben „Somethygacz” alakban említett településsel is. 1497-ben nemesi birtokként említik Cserneki Benedek fia Pál birtokaként, melynek birtokába Dezső fia Istvánt vezetik be. A szomszédos Giletincivel együtt szétszórtan feküdt a Psunj déli lejtőin.
A török kiűzése után 1691-től főként Boszniából pravoszláv vlachok települtek ide. 1760-ban csak két katolikus család élt a településen. A Psunj lejtőin szétszórtan fekvő Šagovina, Giletinci és Šumetlica falvaknak közös temetőjük volt. Istentiszteletre a Csernek határában álló Szent Lérárd templomba, később Csernekre jártak. Az első katonai felmérés térképén „Dorf Shumetlicza” néven található. Lipszky János 1808-ban Budán kiadott repertóriumában „Sumetlicza” néven szerepel. 
Nagy Lajos 1829-ben kiadott művében „Sumetlicza” néven 62 házzal, 46 katolikus és 402 ortodox vallású lakossal találjuk.
1857-ben 158, 1910-ben 279 lakosa volt. Az 1910-es népszámlálás szerint lakosságának 88%-a szerb, 11%-a horvát anyanyelvű volt. Pozsega vármegye Újgradiskai járásának része volt. Az első világháború után 1918-ban az új szerb-horvát-szlovén állam, majd később (1929-ben) Jugoszlávia része lett. 1991-től a független Horvátországhoz tartozik. 1991-ben lakosságának 72%-a szerb, 14%-a horvát, 10%-a jugoszláv nemzetiségű volt. A lakosság összetétele azóta teljesen megváltozott. A délszláv háború idején 1995-ben szerb lakossága Boszniába és Szerbiába menekült. Helyükre a háború után horvátok települtek be. 2011-ben a településnek 223 lakosa volt. A helyi gazdaság alapja a mezőgazdaság, a szőlőtermesztés és az állattartás. A faluban nincs katolikus kápolna, az istentiszteleteket az 1930-ban épített iskolában tartják. A falunak vízvezetéke, vegyesboltja és közösségi háza van. Szépen rendezett sportliget is található a településen több sportpályával.

## Lakossága
| Lakosság változása | Lakosság változása | Lakosság változása | Lakosság változása | Lakosság változása | Lakosság változása | Lakosság változása | Lakosság változása | Lakosság változása | Lakosság változása | Lakosság változása | Lakosság változása | Lakosság változása | Lakosság változása | Lakosság változása | Lakosság változása |
| ------------------ | ------------------ | ------------------ | ------------------ | ------------------ | ------------------ | ------------------ | ------------------ | ------------------ | ------------------ | ------------------ | ------------------ | ------------------ | ------------------ | ------------------ | ------------------ |
| 1857               | 1869               | 1880               | 1890               | 1900               | 1910               | 1921               | 1931               | 1948               | 1953               | 1961               | 1971               | 1981               | 1991               | 2001               | 2011               |
| 366                | 418                | 421                | 453                | 745                | 547                | 484                | 566                | 267                | 315                | 442                | 415                | 368                | 332                | 315                | 223                |

## Nevezetességei
Szent Petka tiszteletére szentelt pravoszláv temploma 1745-ben épült azon a helyen, ahol ma a fasiszta terror áldozatainak emlékműve áll. A templomból mára semmi sem maradt, csak az azt övező kerítés áll még. 1941 nyarán a faluba bevonuló usztasák rombolták le, anyagát a környező falvakban értékesítették házépítés céljára. Berendezését Újgradiskára szállították.